# Scorzoneroides
Scorzoneroides là một chi thực vật có hoa trong họ Cúc (Asteraceae).
Chi này được Conrad Moench thiết lập năm 1794. Tuy nhiên, trong một thời gian dài nó được gộp trong chi Leontodon nghĩa rộng như là phân chi Leontodon subgen. Oporinia, với Leontodon autumnalis là loài điển hình của phân chi này. Nghiên cứu năm 2006 cho thấy Leontodon nghĩa rộng là đa ngành, với phân chi Oporinia có quan hệ họ hàng gần với tổ hợp [Hypochaeris + [Picris + [Helminthotheca + Leontodon subgen. Leontodon]]]. Vì thế, chi Scorzoneroides được phục hồi để bao gồm các loài của phân chi Oporinia.

## Phân bố
Các loài Scorzoneroides là bản địa châu Âu tới Siberia, Bắc Phi, miền tây châu Á từ Thổ Nhĩ Kỳ, bán đảo Ả Rập ở phía tây tới Iran ở phía đông. Một số loài đã du nhập vào Bắc Mỹ, Viễn Đông Nga.

## Các loài
Chi Scorzoneroides bao gồm 22 loài:
- Scorzoneroides atlantica (Ball) Holub
- Scorzoneroides autumnalis (L.) Moench
- Scorzoneroides carpetana (Lange) Greuter
- Scorzoneroides cichoriacea (Ten.) Greuter
- Scorzoneroides crocea (Haenke) Holub
- Scorzoneroides duboisii (Sennen ex Widder) Greuter
- Scorzoneroides garnironii (Emb. & Maire) Greuter & Talavera
- Scorzoneroides helvetica (Mérat) Holub
- Scorzoneroides hispidula (Delile) Greuter & Talavera
- Scorzoneroides kralikii (Pomel) Greuter & Talavera
- Scorzoneroides laciniata (Bertol.) Greuter
- Scorzoneroides microcephala (Boiss. ex DC.) Holub
- Scorzoneroides montana (Lam.) Holub
- Scorzoneroides muelleri (Sch.Bip.) Greuter & Talavera
- Scorzoneroides nevadensis (Lange) Greuter
- Scorzoneroides oraria (Maire) Greuter & Talavera
- Scorzoneroides palisiae (Izuzq.) Greuter & Talavera
- Scorzoneroides pseudotaraxaci (Schur) Holub
- Scorzoneroides pyrenaica (Gouan) Holub
- Scorzoneroides rilaensis (Hayek) Holub
- Scorzoneroides salzmannii (Sch.Bip.) Greuter & Talavera
- Scorzoneroides simplex (Viv.) Greuter & Talavera

### Lai ghép
- Scorzoneroides × hugueninii (Brügger) B.Bock
- Scorzoneroides × lannesii (Rouy) B.Bock
- Scorzoneroides × nivatensis (Merino) Gallego